# Vasco Ariston de Carvalho Azevedo
Vasco Ariston de Carvalho Azevedo (Bahia, 21 de março de 1961) é um geneticista, pesquisador e professor universitário brasileiro.
Comendador da Ordem Nacional do Mérito Científico e membro titular da Academia Brasileira de Ciências, Vasco é professor titular, chefe do Laboratório de Genética Molecular e Celular e coordenador do Programa de Pós-Graduação em Bioinformática da Universidade Federal de Minas Gerais (UFMG).

## Biografia
Nascido na Bahia, em 1961, Vasco cursou medicina veterinária na Universidade Federal da Bahia. Fez mestrado (1989) e doutorado (1993) no Instituto Real Agronômico de Grignon, na França. Realizou estágios de pós-doutorado na Universidade da Pensilvânia, os Estados Unidos, entre 1993 e 1994, e no Instituto Nacional Agronômico Paris-Grignon (França), entre 1999 e 2000 e novamente em 2005. É livre-docente pelo Institituto de Ciências Biomédicas da Universidade de São Paulo (2004).
Foi Presidente do comitê assessor da área de Ciências Biológicas e agrárias da Pró-reitoria de Pesquisa da UFMG, membro titular do Comitê de Internacionalização da UFMG de 2007-2010 e coordenador do Programa de Pós-Graduação em Genética do Departamento de Biologia Geral do ICB/UFMG de outubro de 2006 até abril de 2010.
Tem experiência na área de Genética, com ênfase em Genética Molecular e de Microrganismos, atuando principalmente nos seguintes temas: genômica; transcriptômica; proteômica; análises funcionais de genes; estudo de virulência e patogenicidade, biotecnologia molecular e biossegurança. Trabalha, atualmente, com os seguintes microrganismos: Brucella abortus, Corynebacterium pseudotuberculosis, Lactococcus lactis e Lactobacillus. É sócio fundador da Empresa Uniclon Biotecnologia Ltda. com sede em Belo Horizonte.
Foi pioneiro no Brasil na área de patogenômica e da manipulação de bactérias lácticas geneticamente modificadas para tratamento e prevenção de doenças inflamatórias do intestino e autoimunes. Tem experiência na área de genética e bioinformatica, com ênfase em genética molecular e de micro-organismos.
Ganhou o Prêmio Jabuti de 2005, pela participação no livro Genômica, organizado por Luis Mir. Em 2012, um de seus trabalhos recebeu o título de “Artigo mais baixado de 2011” do periódico internacional intitulado Journal Of Integrated OMICS.
Em dezembro de 2022, foi alvo de ação civil pública do Ministério Público Federal (MPF) por se auto-favorecer em concurso público de professor adjunto do Departamento de Genética, Ecologia e Evolução do Instituto de Ciências Biológicas (ICB) da Universidade Federal de Minas Gerais (UFMG). Em ação ajuizada na Décima Primeira Vara Federal de Minas Gerais, o MPF destaca que o réu foi o primeiro colocado no concurso do qual participou diretamente da definição dos quesitos e exigências, como área de conhecimento, perfil desejado do candidato e critérios para avaliação e atribuição de nota. Para o MPF, a participação do docente no concurso que ele formatou viola o dever de igualdade de condições exigido nas disputas por cargos públicos, além de princípios da administração pública como moralidade, impessoalidade, legalidade e isonomia. O MPF pediu à Justiça a declaração de nulidade da participação do professor no concurso. O juiz federal Itelmar Raydan Evangelista, no entanto, decidiu suspender o edital que divulgou o resultado da seleção.